# 山姆·潘诺普洛斯
索蒂里奥斯·山姆·潘诺普洛斯（英語：Sotirios "Sam" Panopoulos，1934年8月20日—2017年6月8日）是一位出生于希腊的加拿大厨师和商人，被认为是夏威夷披萨的发明人。